# Euromast

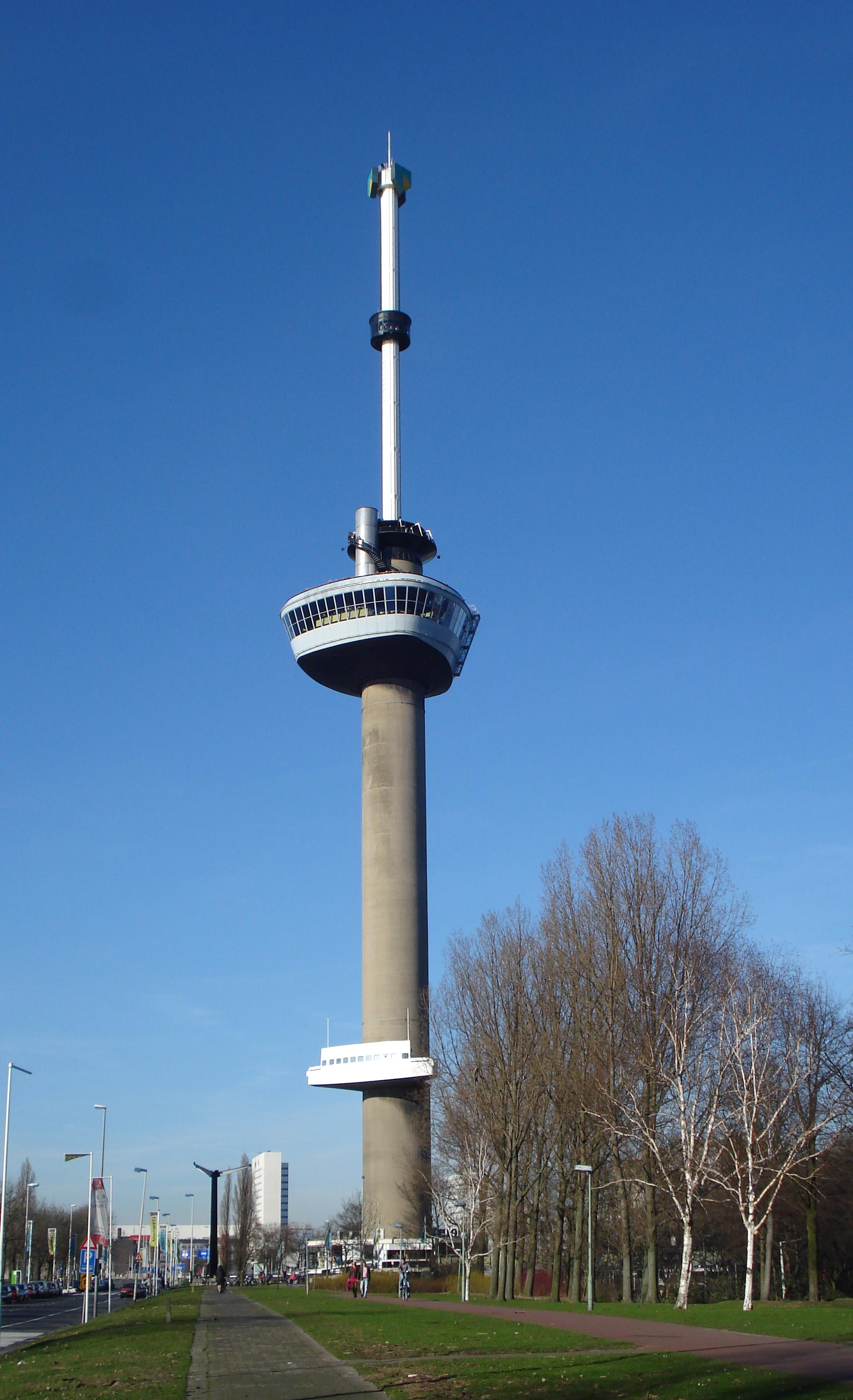
Euromast

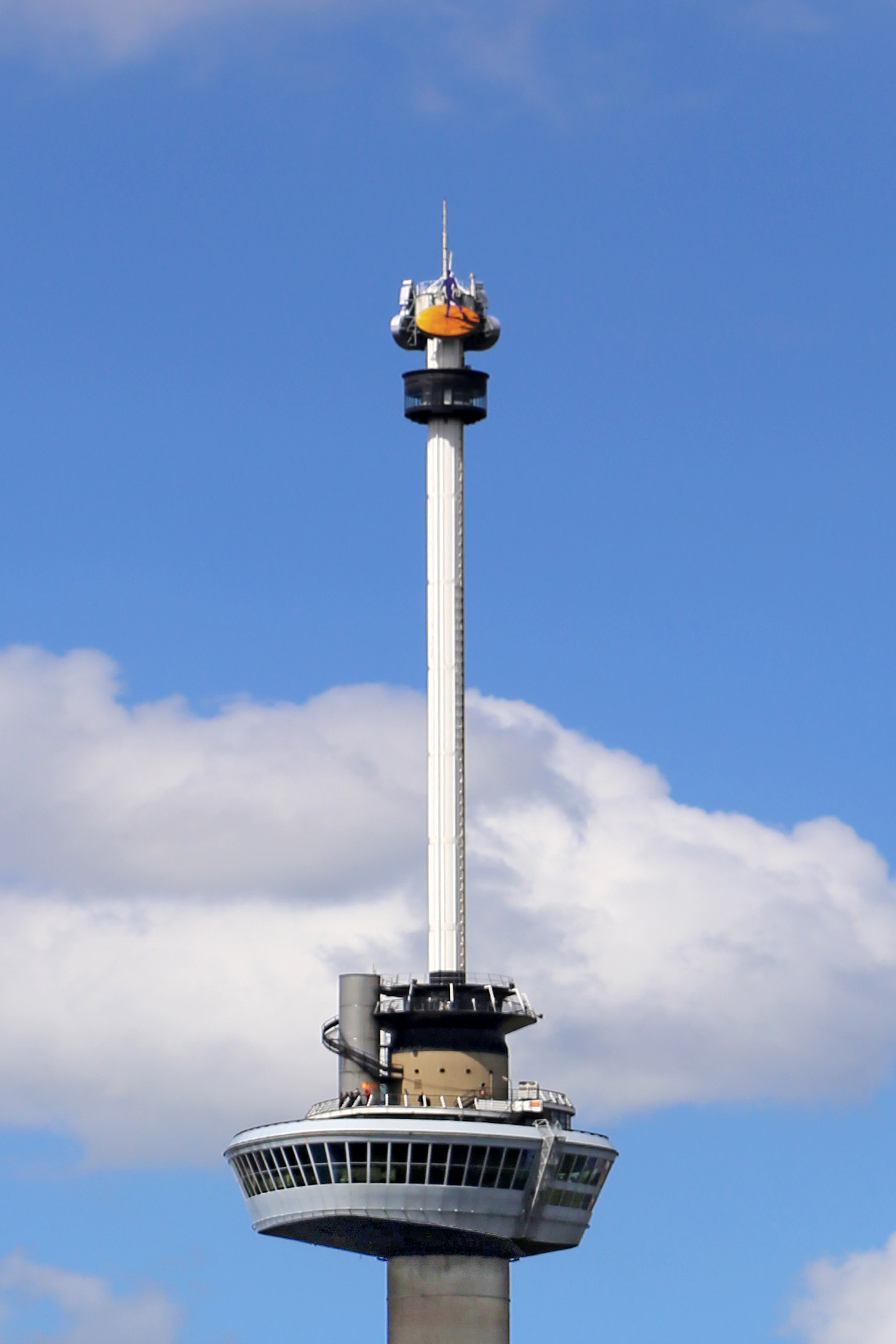
Gondel des „Euroscoop“ dicht unter der Turmspitze

Der Euromast ist ein vom niederländischen Architekten Huig Maaskant entworfener und von 1958 bis 1960 errichteter Aussichtsturm in Rotterdam. Er wurde anlässlich der Floriade 1960 gebaut. Ursprünglich war der Euromast nur 101 Meter hoch. In den 30 Zentimeter dicken Wänden wurden rund 5.800 Tonnen Beton verbaut.
1970 wurde der Euromast durch Aufsetzen eines Mastes (sogenannter „Space Tower“) auf seine jetzige Gesamthöhe von 185 Metern verlängert. An diesem Mast schraubt sich eine rotierende Gondel („Euroscoop“), die rundum verglast ist, auf 180 Meter hoch. Bei klarem Wetter beträgt die Sichtweite bis zu 30 Kilometer. Der Euromast ist nach De Zalmhaven das höchste Gebäude der Niederlande.
Auf etwa 100 Metern Höhe befindet sich eine Stahlkonstruktion, das sogenannte Krähennest. Dort kann das Panorama-Restaurant besucht werden, und seit 2004 stehen in dieser Höhe zusätzlich zwei Hotelsuiten für Übernachtungen zur Verfügung.
Der Euromast ist eine vielbesuchte Touristenattraktion Rotterdams, die inzwischen spektakuläre Aktionen anbietet, wie das Abseilen am Turm oder das Hinuntergleiten aus 100 Metern Höhe mit einer Geschwindigkeit bis zu 100 km/h. Seit 2012 findet Ende jedes Quartals ein Treppenlauf über 589 Stufen bis ins Krähennest auf 100 Meter Höhe statt.

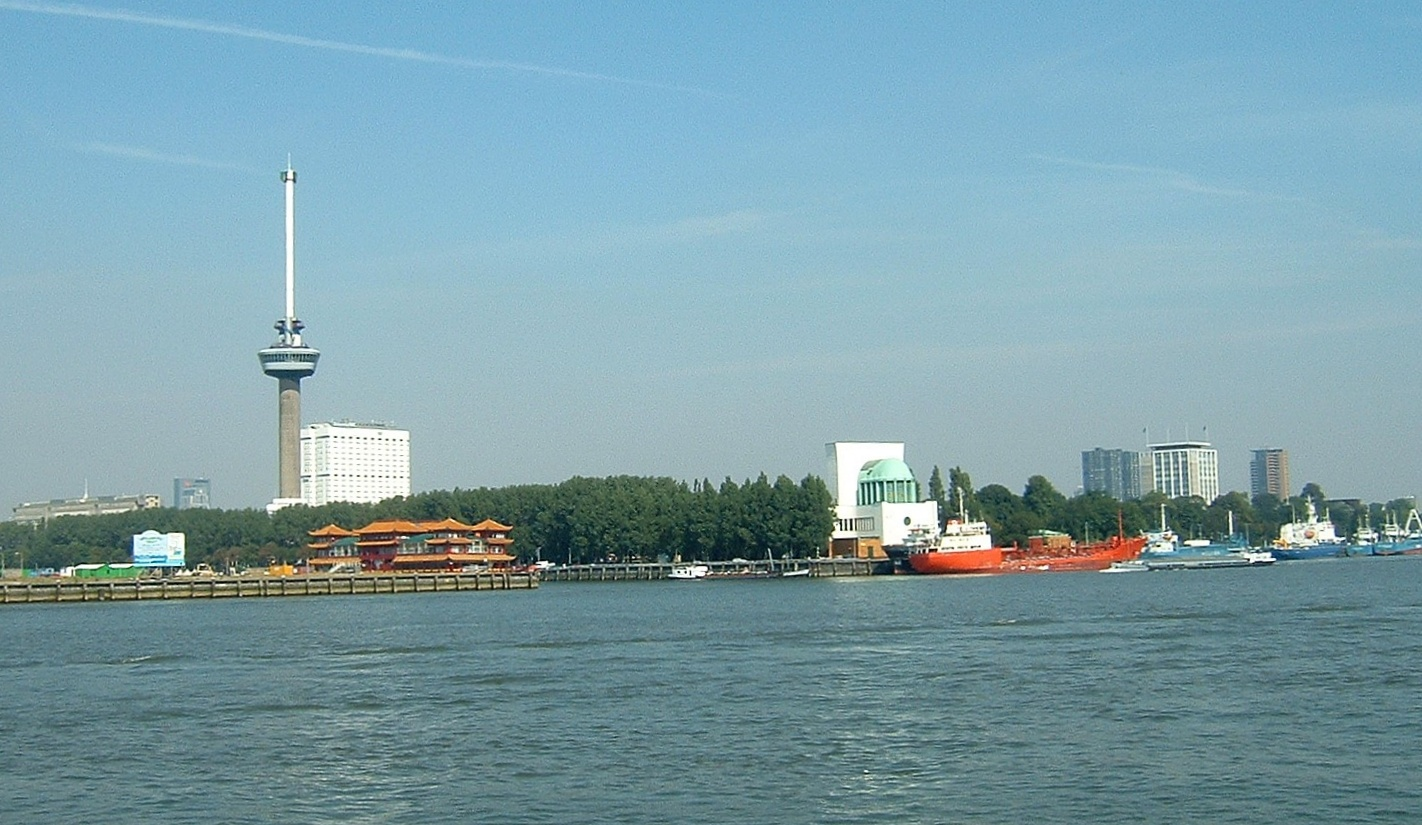
Blick von Süden über die Maas auf den Turm
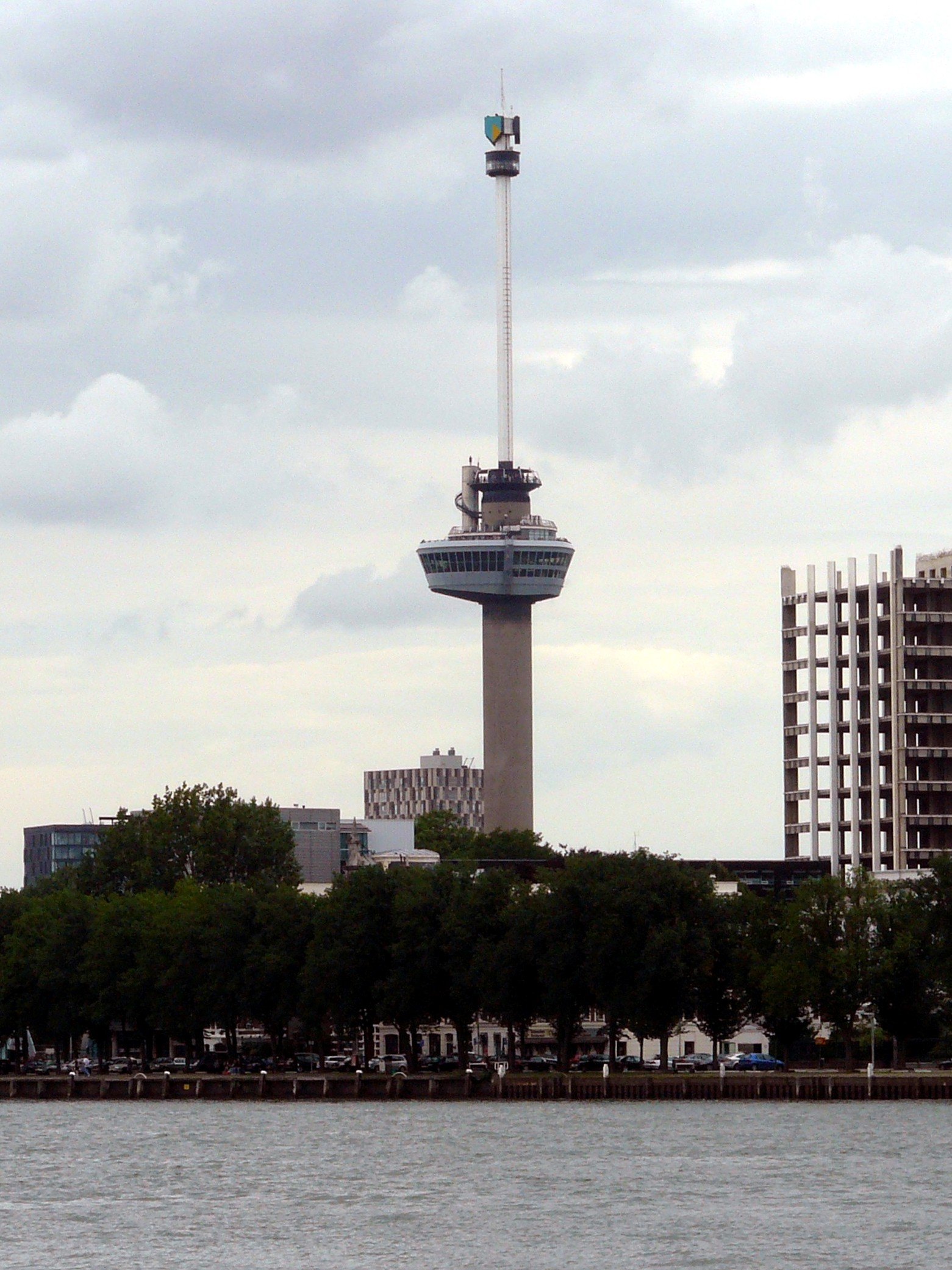
Der Euromast von Westen gesehen
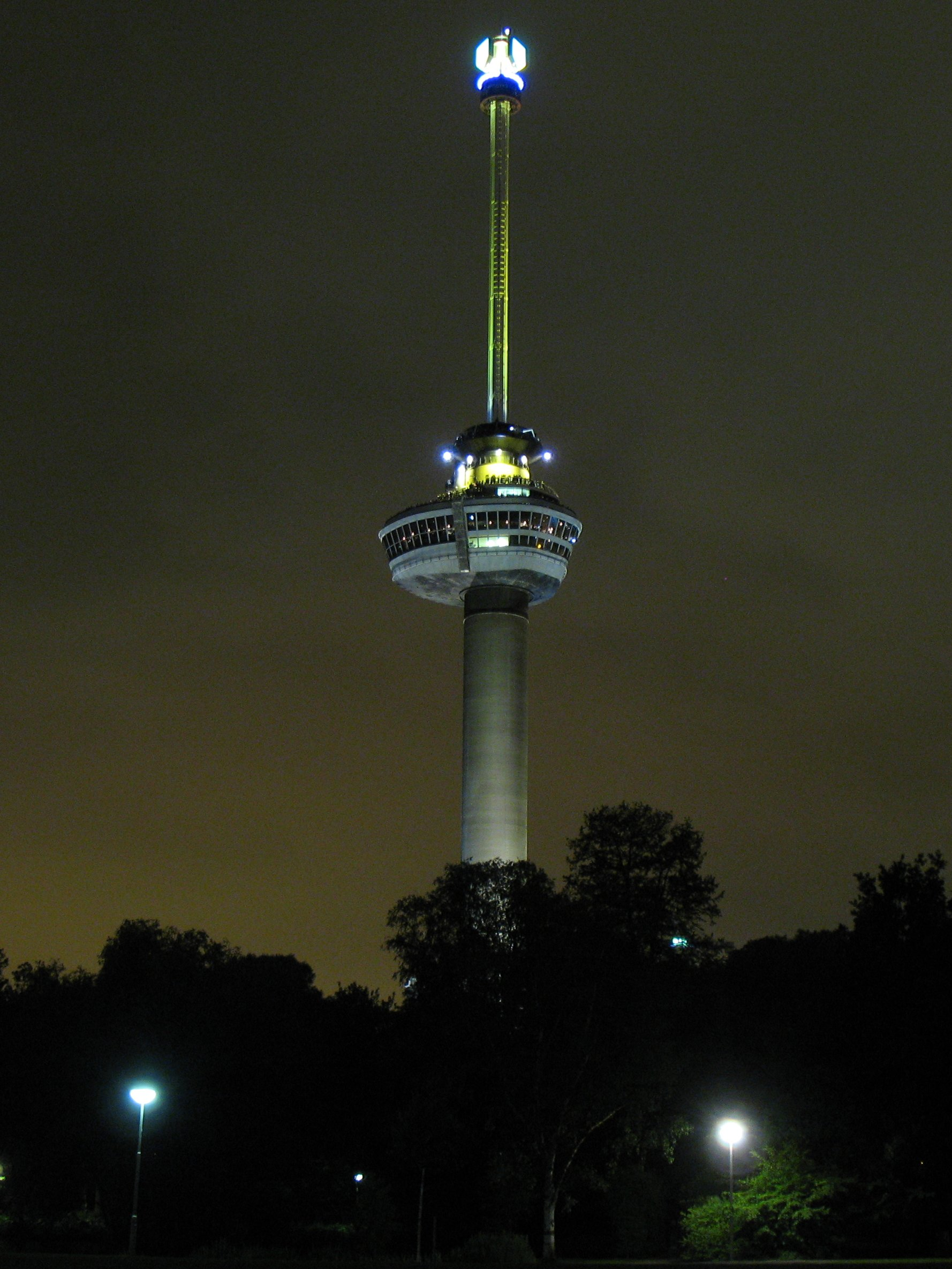
Nachtansicht
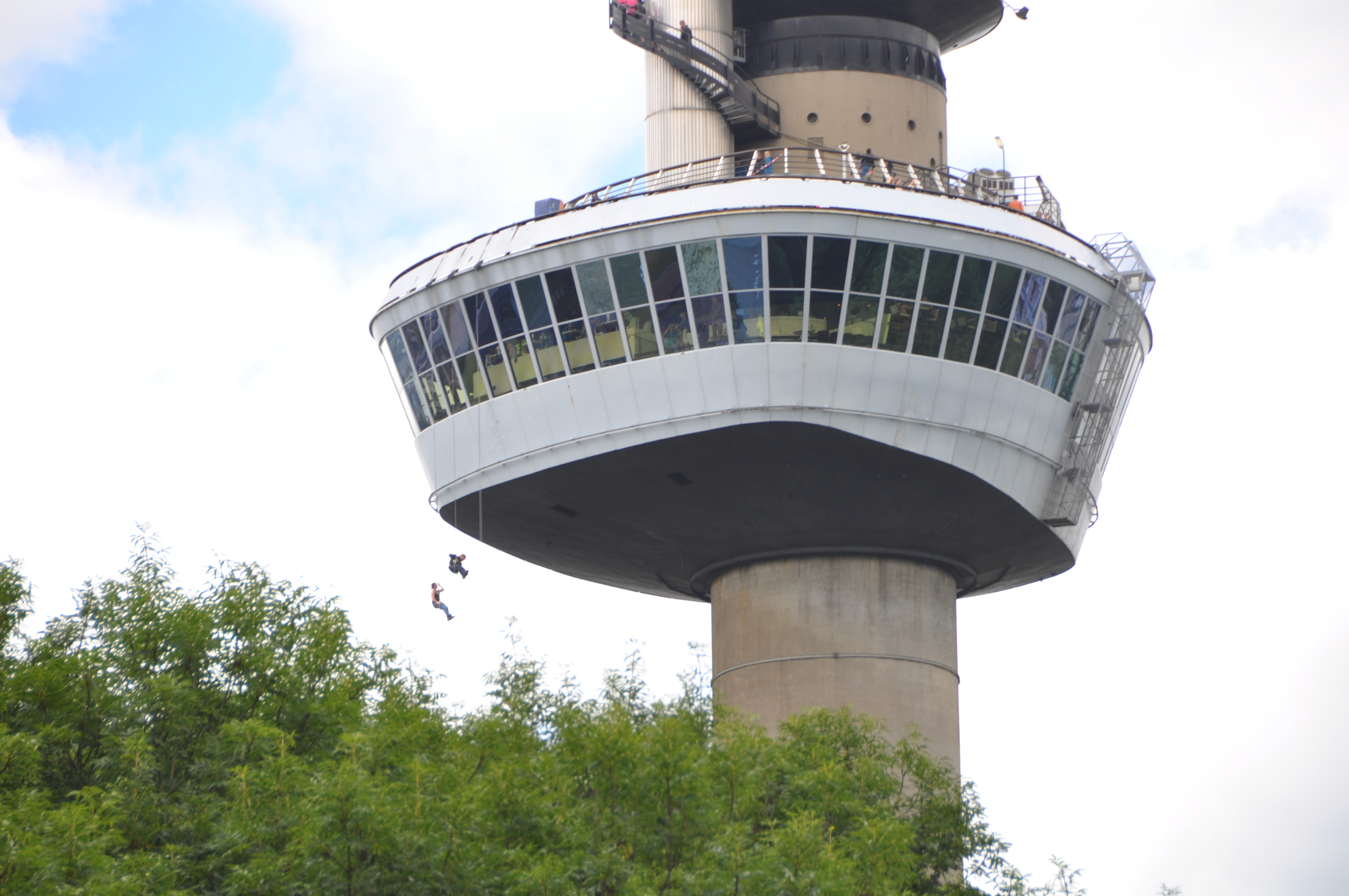
Abseilen vom Euromast
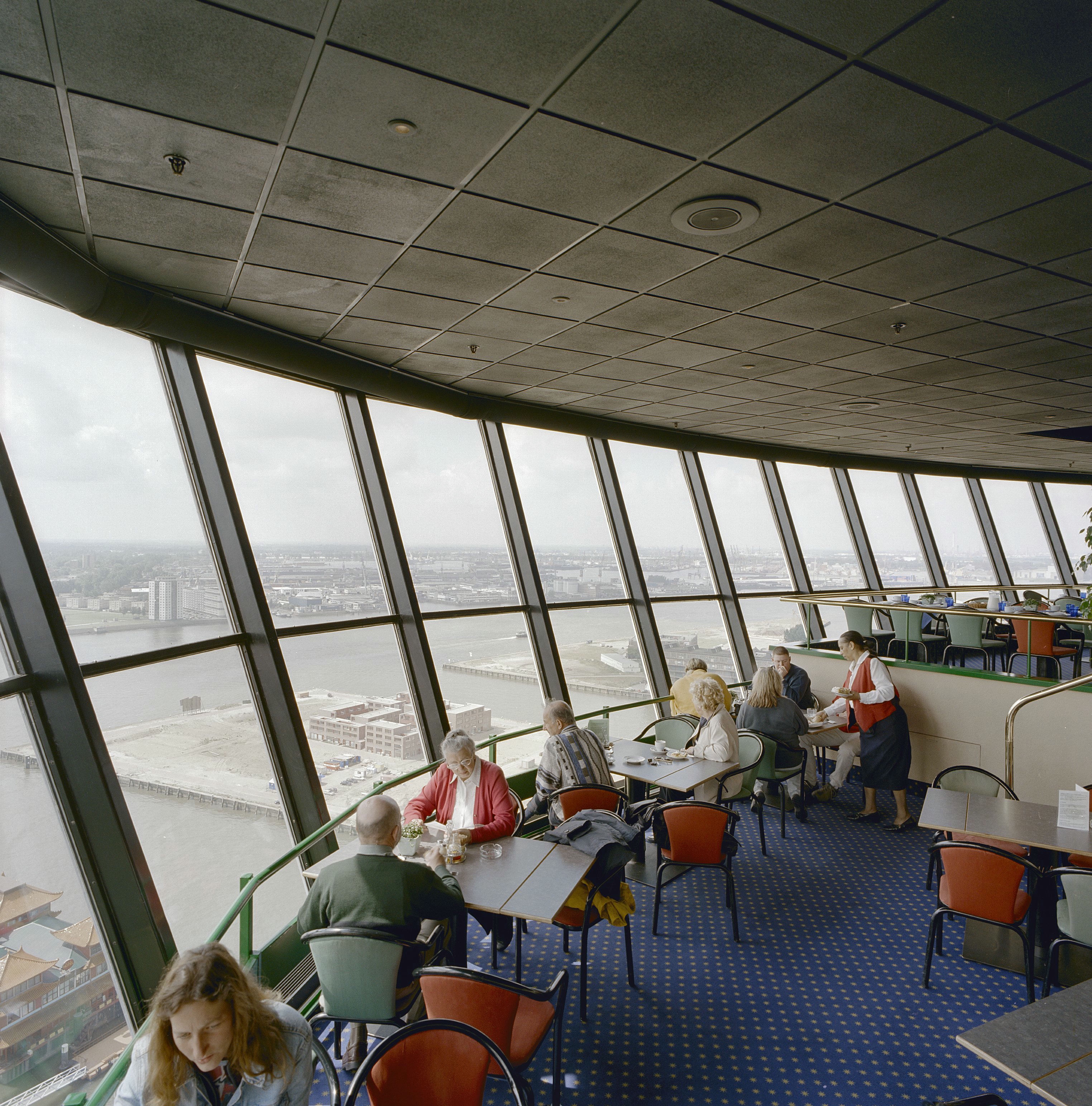
Restaurant im „Krähennest“